# نيك هايغ
نيك هايغ (بالإنجليزية: Nick Haig) هو لاعب هوكي الحقل نيوزيلندي، ولد في 12 مارس 1987 في كرايستشرش في نيوزيلندا.

## وصلات خارجية
- نيك هايغ على موقع الاتحاد الدولي للهوكي (الإنجليزية)
- نيك هايغ على موقع أوليمبيديا (الإنجليزية)
- نيك هايغ على موقع اللجنة الأولمبية النيوزيلندية (الإنجليزية)
- نيك هايغ على موقع اتحاد ألعاب الكومنولث (مؤرشف) (الإنجليزية)